# A máme, co jsme chtěli
A máme, co jsme chtěli (ve slovenském originále A máme, čo sme chceli) je slovensko-kanadský komediální dramatický film režiséra Michala Kunese Kováče. V hlavních rolích se představili Eva Holubová a Bolek Polívka.
Film se natáčel během podzimu 2022.[zdroj⁠?!] Předpremiéra filmu se konala 11. října 2023 na prešovském filmovém festivalu POCITY. Jedná se o debutový film režiséra Michala Kunese Kováče.

## Děj
Děj se odehrává na Silvestra na přelomu let 1992 a 1993. Michal a jeho kanadská přítelkyně Charlie přichází domů oslavit rozpad Československa, avšak nachází rodinu v chaosu. Michalův otec utrpěl infarkt poté, co se objevily usvědčující důkazy, že zradil zemi a rodinu spoluprací s tajnou policií padlého režimu. Mezitím, co je otcův zdravotní stav ponechán na nemocničním personálu, jeho místo v rodině visí na vlásku, neboť členové rodiny se obracejí jeden proti druhému a diskutují o svých vlastních reakcích, o svých předchozích znalostech a o tom, zda mohou svému otci odpustit jeho šokující minulost.

## Obsazení
| Eva Holubová          | Amália Varchal   |
| Bolek Polívka         | Karel            |
| Anna Šišková          | Viola Varchal    |
| Vladimír Hajdu        | Daniel Varchal   |
| Jana Kovalčíková      | Božena Varchal   |
| Jan Budař             | Oldrich Smetána  |
| Judit Pecháček        | Helena Varchal   |
| Daniel Fischer        | Peter Varchal    |
| Dávid Hartl           | Michal Varchal   |
| Juraj Loj             | doktor Ivanič    |
| Éva Bandor            | sestra           |
| Anna Jakab Rakovská   |                  |
| Marek Geišberg        |                  |
| Michal Ďuriš ml.      |                  |
| Daniela Gudabová      |                  |
| Gregor Hološka        |                  |
| Svätopluk Malachovský |                  |
| Rachel Kramer         | Charlie McKenzie |
| Vasil Hriešik         | Robko            |
| Amie Trojanova        | Tanicka Varchal  |
| Milan Vojtela         |                  |